# Lup singuratic (terorism)

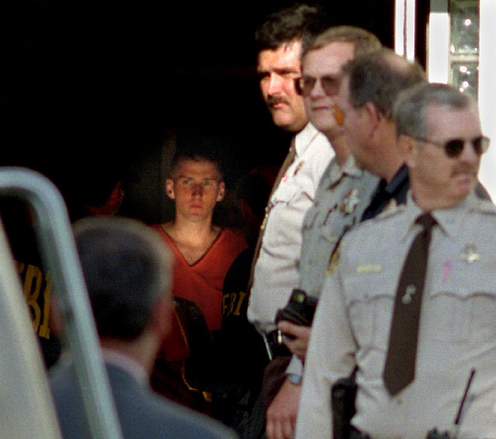
Timothy McVeigh (centru), autorul atentatului din Oklahoma City, este considerat un exemplu clasic de „lup singuratic”, în ciuda faptului că nu a acționat singur.

Conceptul de lup singuratic se referă la o persoană care pregătește și comite singur fapte violente fără să primească ajutor din partea unei organizații sau a unui grup. Aceștia pot fi influențați sau motivați de ideologia sau convingerilor unui grup extern sau pot să acționeze cu scopul de a sprijini un astfel de grup. Sensul original al noțiunii este acela de animal sau persoană căreia îi place să acționeze sau lucreze independent de alții.
Deși cercetătorii menționează că atacurile de tip „lup singuratic” reprezintă o formă rară de terorism, numărul lor este în creștere. De multe ori este dificil de stabilit în cazul unui astfel de act dacă autorul a acționat singur.

## Originea termenului
Termenul de „lup singuratic” a fost popularizat de către supremaciștii Louis Beam și Tom Metzger în anii ' 90 cu scopul de a-i descrie pe „luptătorii care acționează individual sau în grupuri mici împotriva guvernului sau a altor obiective prin atacuri anonime”. Metzger a considerat mult mai pragmatică activitatea ideologică desfășurată în mod individual sau în grupuri mici spre deosebire de organizarea în grupuri mari.
Beam și Metzger atribuie ideea organizării în grupuri mici cu scopul de a evita detectarea teoreticianului anticomunist Ulius Louis Amoss care în 1953 încerca să protejeze identitatea agenților Statelor Unite care sprijineau mișcarea de rezistență din Europa de Est în fața represiunii sovietice.
Brian Michael Jenkins, expert în terorism al organizației RAND, preferă termenul de maidanez în locul celui de lup singuratic. Din punctul său de vedere, termenul sugerează un prădător viclean, însă majoritatea celor care sunt implicați în astfel de atacuri „pândesc, dezaprobă violența, sunt agresivi verbal, însă sunt fricoși”. Deși acești indivizi par să acționeze singuri, deseori există legături între acești lupi singuratici și organizații teroriste.